# Mario Reiter
Mario Reiter (Rankweil, 5 novembre 1970) è un ex sciatore alpino austriaco, campione olimpico nella combinata a Nagano 1998.
Specialista delle prove tecniche in attività dalla fine degli anni 1980 ai primi anni 2000, fu in grado in carriera di aggiudicarsi tre vittorie in Coppa del Mondo, una in slalom gigante e due in slalom speciale, mentre ai Campionati mondiali conquistò due medaglie: l'argento nello slalom speciale nel 1996 in Sierra Nevada e il bronzo nella combinata l’anno seguente a Sestriere.

## Biografia
Reiter debuttò in campo internazionale in occasione dei Mondiali juniores di Madonna di Campiglio 1988 e in Coppa del Mondo ottenne il primo piazzamento di rilievo il 12 dicembre 1993 a Val-d'Isère in supergigante (45º). Il 19 febbraio 1995 colse a Furano in slalom speciale il primo podio nel massimo circuito internazionale (2º) e il giorno dopo, nella medesima località, conquistò in slalom gigante la prima vittoria.
Nel 1996 esordì ai Campionati mondiali e nella rassegna iridata della Sierra Nevada vinse la medaglia d'argento nello slalom speciale; nella combinata fu 4º e nello slalom gigante uscì nella prima manche. Nel 1997, dopo aver ottenuto l'ultima vittoria in Coppa del Mondo (nonché ultimo podio) nello slalom speciale della Ganslern di Kitzbühel del 26 gennaio, prese parte ai Mondiali di Sestriere, sua ultima presenza iridata, dove Reiter conquistò la medaglia di bronzo nella combinata e non completò lo slalom speciale.
Ai XVIII Giochi olimpici invernali di Nagano 1998, sua unica presenza olimpica, lo sciatore del Vorarlberg raggiunse l'apice della carriera vincendo la medaglia d'oro nella combinata; non terminò invece lo slalom speciale. La sua ultima gara in Coppa del Mondo fu lo slalom speciale di Shigakōgen del 18 febbraio 2001, che non completò, mentre la sua ultima gara in carriera fu lo slalom speciale dei Campionati austriaci 2001, il 26 marzo a Spital am Semmering; anche in quel caso non portò a termine la prova.

## Palmarès

### Olimpiadi
- 1 medaglia:
  - 1 oro (combinata a Nagano 1998)

### Mondiali
- 2 medaglie:
  - 1 argento (slalom speciale a Sierra Nevada 1996)
  - 1 bronzo (combinata a Sestriere 1997)

### Coppa del Mondo
- Miglior piazzamento in classifica generale: 8º nel 1996
- 7 podi:
  - 3 vittorie (1 in slalom gigante, 2 in slalom speciale)
  - 2 secondi posti
  - 2 terzi posti

#### Coppa del Mondo - vittorie
| Data             | Località  | Paese    | Specialità |
| ---------------- | --------- | -------- | ---------- |
| 20 febbraio 1995 | Furano    | Giappone | GS         |
| 27 gennaio 1996  | Sestriere | Italia   | SL         |
| 20 gennaio 1997  | Kitzbühel | Austria  | SL         |

Legenda:

GS = slalom gigante

SL = slalom speciale

### Coppa Europa
- 2 podi (dati dalla stagione 1994-1995):
  - 2 secondi posti

### Far East Cup
- 2 podi (dati dalla stagione 1994-1995):
  - 2 vittorie

#### Far East Cup - vittorie
| Data             | Località  | Paese         | Specialità |
| ---------------- | --------- | ------------- | ---------- |
| 24 febbraio 1995 | Yongpyong | Corea del Sud | SL         |
| 25 febbraio 1995 | Yongpyong | Corea del Sud | SL         |

Legenda:

SL = slalom speciale

### Campionati austriaci
- 8 medaglie[1]:
  - 2 ori (slalom gigante, slalom speciale nel 1995)
  - 5 argenti (supergigante nel 1993; combinata nel 1994; slalom speciale nel 1996; slalom speciale, combinata nel 1997)
  - 1 bronzo (slalom speciale nel 1994)

### Campionati austriaci juniores
- 1 medaglia[1]:
  - 1 argento (slalom gigante nel 1989)